# Tatort: Der doppelte Lott
Der doppelte Lott ist ein deutscher Fernsehkrimi von Manfred Stelzer aus dem Jahr 2005. Er entstand als 615. Folge der Kriminalreihe Tatort.

## Handlung
Der Bauunternehmer und Politiker Frieder Lott ist gerade auf Bürgermeister-Wahlkampftour in Münster unterwegs. Mit seinen rechten Parolen sorgt er vor allem bei den jungen Münsteranern für Proteste. Thiel befindet sich zufällig am Rathaus in einer Demonstration gegen Lott, als er den Politiker unweit in einer Seitenstraße verschwinden sieht. Einer der Protestler rennt Lott nach und Thiel folgt ihm, um eine Konfrontation zu verhindern. Als er um die Ecke biegt, sieht er den Politiker blutend am Boden, während der Protestler flieht. Es stellt sich heraus, dass der Mann, der seinen Verletzungen noch am Tatort erliegt, nicht Frieder Lott ist, sondern der Kabarettist Joachim Montell, der Lott in seinen Shows lächerlich machte. Er war in Lott-Verkleidung auf die Straße gegangen. Lott selbst nutzt den vermeintlichen Anschlag auf sein Leben nun für die Wahlwerbung.
Boerne hat unterdessen ein anderes Problem. Er wird verdächtigt, mit seinem Wagen einen Mann überfahren zu haben. Sein Wagentyp wurde von Zeugen erkannt und weist einen Unfallschaden auf. Da Boerne eine kleine Fahne hat, weil er nach eigener Aussage nach einem exzellenten Essen in einem Nobelrestaurant den Fisch nicht vertragen und daher einen Schnaps zur Verdauung getrunken hat, steht der Verdacht der Trunkenheit am Steuer im Raum. Der Tote wiederum wird in Köln von Gerichtsmediziner Roth untersucht, einem ehemaligen Kommilitonen Boernes. Roth kann ausschließen, dass Boernes Wagen den Mann erfasst hat. 
Auch der Protestler, der bei Montell gesehen wurde, entfällt als Mörder, zumal er zwei vermummte Männer vom Tatort weglaufen sah. Boerne ermittelt auf eigene Faust in den Kfz-Werkstätten und findet schließlich den Unfallwagen. Die Fahrzeugführerin gibt zu, einen großen vermummten Mann angefahren zu haben, der mit einem zweiten kleinerem Mann vom Rathaus gerannt kam und nicht auf den Straßenverkehr geachtet hatte. Unweit der Unfallstelle findet Thiel in einem Gebüsch ein Messer, das sich später als Tatwaffe entpuppt.
Thiel ermittelt in alle Richtungen. Auch eine Beziehungstat von Montells Liebhaber Tom Linden kann nicht ausgeschlossen werden, wollte Montell ihn doch für den Kölner Staatsanwalt Jansen verlassen. Von Jansen erfährt Thiel wiederum, dass er Montell kurz vor dessen Tod per Fax eine alte Ermittlungsakte zugeschickt hatte. Aus ihr geht hervor, dass Lott vor zehn Jahren wegen Vergewaltigung einer Minderjährigen angeklagt gewesen war, die Klage jedoch plötzlich fallengelassen wurde. Thiel vermutet, dass Lott der Frau Schweigegeld gezahlt hat, stößt jedoch sowohl bei Lott als auch dem damaligen Opfer auf Schweigen. 
Vor dem Haus des Opfers findet Thiel das Anstecktuch von Lotts Leibwächter, und vermutet, dass diese die Frau kurz zuvor unter Druck gesetzt hatten. In der Kneipe der Krusensterns lernt Thiel derweil die junge Larissa kennen, die Nadeshda ihm als Germanistikstudentin aus Kiew vorstellt. Larissa wurden ihre Habseligkeiten gestohlen, und so kellnert sie bei den Krusensterns und putzt bei Boerne. Thiel verliebt sich ein wenig in Larissa.
Da Boernes Unschuld hinsichtlich des Autounfalls nachgewiesen wurde, darf er nun auch das Unfallopfer untersuchen. Er legt aufgrund verschiedener Merkmale dessen Herkunft auf die Kaukasus-Region und dort auf Inguschetien fest. Dort wiederum hat Lott verschiedene Bauaufträge laufen. Es wird deutlich, dass er tatsächlich das Mordopfer sein sollte. Als Boerne mitbekommt, wie Larissa in einer ihm unbekannten Sprache ein Telefonat führt, untersucht er Larissas DNS von einem Taschentuch, das sie benutzt hat. 
Thiel verabschiedet sich unterdessen von Larissa, die am nächsten Tag zurück in die Heimat fliegen will. Am nächsten Morgen erkundigen sich Lotts Leibwächter bei Nadeshdas Vater nach Larissa. Die stammt, wie Krusenstern weiß und Nadeshda erst jetzt erfährt, in Wirklichkeit aus Inguschetien. Boernes DNS-Untersuchung hat derweil ergeben, dass der tote Mörder Montells Larissas Bruder ist, und Larissa die zweite Person gewesen sein muss. 
Am Morgen vermisst Boerne seine Golfausrüstung, während Thiel seine Dienstwaffe nicht finden kann. Beide fahren zu Lotts Golfplatz, wo Boerne sein abgestelltes Golfbag findet. Sie wissen nun, dass Larissa auf dem Platz ist und Lott umbringen will. Sie können nicht verhindern, dass Larissa Lott vor ihnen findet und mit Thiels Pistole bedroht. Es stellt sich heraus, dass Lott einst Larissas 14-jährige Schwester vergewaltigt hatte, sie schwanger wurde und schließlich Suizid beging. Larissa will ihre Schwester nun rächen. Es gelingt Thiel, Larissa zu überwältigen, er wird dabei jedoch von einem Leibwächter Lotts angeschossen.
Am Ende sitzen Thiel, sein Vater, Boerne und die Krusensterns mit Staatsanwältin Wilhelmine Klemm beim Wildschweinessen – Boerne hatte mit seinem Auto einen Wildunfall, verschwieg ihn jedoch, weil er beim Zusammenstoß mit dem Wildschwein viel zu schnell unterwegs gewesen war. Das hindert ihn jedoch nicht daran, trotz Thiels Warnungen auf der Heimfahrt eine rote Ampel zu missachten und prompt geblitzt zu werden.

## Einschaltquoten
Der doppelte Lott erreichte bei seiner Erstausstrahlung am 20. November 2005 um 20:15 Uhr in der werberelevanten Zielgruppe 3,59 Millionen Zuschauer bei einem Marktanteil von 21,3 Prozent. Insgesamt lag der Marktanteil bei 24,5 Prozent bei 9,38 Millionen Zuschauern.

## Produktion
Die Dreharbeiten zu Der doppelte Lott fanden von April bis Mai 2005 in Münster statt. Der Film erlebte am 20. November 2005 auf dem Ersten seine Fernsehpremiere und erreichte eine Einschaltquote von 25 Prozent (9,38 Millionen Zuschauer). Im Jahr 2010 wurde der Film auf DVD veröffentlicht.
Es war der achte Fall für die Ermittler Thiel und Boerne. Die Kommissare Ballauf und Schenk sowie Gerichtsmediziner Joseph Roth absolvieren einen Gastauftritt. Der Filmtitel ist eine Anspielung auf Erich Kästners Kinderbuch Das doppelte Lottchen.

## Kritik
Die TV Spielfilm befand, dass der Krimi „doppelte[n] Spaß mit dem Westfalen-Duo“ biete.
Im Jahr 2012 resümierte Tittelbach.tv, dass „Fall und Geschichte noch nicht auf die spätere, bisweilen allzu alberne Erfolgsformel reduziert und [...] noch nicht die schnelle Pointe hinter jedem Dialog des Teams gesucht [wird].“